# José Marcelino Pessoa de Vasconcelos
José Marcelino Pessoa de Vasconcelos (Vitória, 04 de novembro de 1864 — Rio de Janeiro, 11 de julho de 1902) foi um político brasileiro.

## Biografia
Fez os primeiros estudos em escola particular de Vitória e os preparatórios no Ateneu Provincial, na mesma cidade. Continuou sua formação no Rio de Janeiro, inicialmente na Escola Politécnica, cujo curso não concluiu, e depois na Faculdade de Medicina, pela qual se formou em 1889. Voltou, então, ao Espírito Santo, fixando-se em Cachoeiro de Itapemirim e exercendo a clínica médica. Em 1894, retornou a Vitória, onde foi nomeado Médico da Hospedaria de Imigrantes e professor da Escola Normal do estado, recém-criada.
Em 1895, foi eleito deputado estadual pelo Partido Republicano Construtor (PRC), então no governo. Ao final de seu mandato, foi escolhido pelo partido candidato à presidência do estado na vaga aberta pela renúncia de Graciano Santos Neves, que foi substituído interinamente pelo vice-presidente Constante Gomes Sodré. Eleito, tomou posse a 6 de janeiro de 1898. 
Foi presidente do Espírito Santo, de 6 de janeiro de 1898 a 23 de maio de 1900.
Poucos meses depois foi eleito deputado federal, tendo tomado posse em outubro de 1900. Não completou o mandato, pois faleceu precocemente em 11 de julho de 1902, no Rio de Janeiro.